# 소켓 FM1

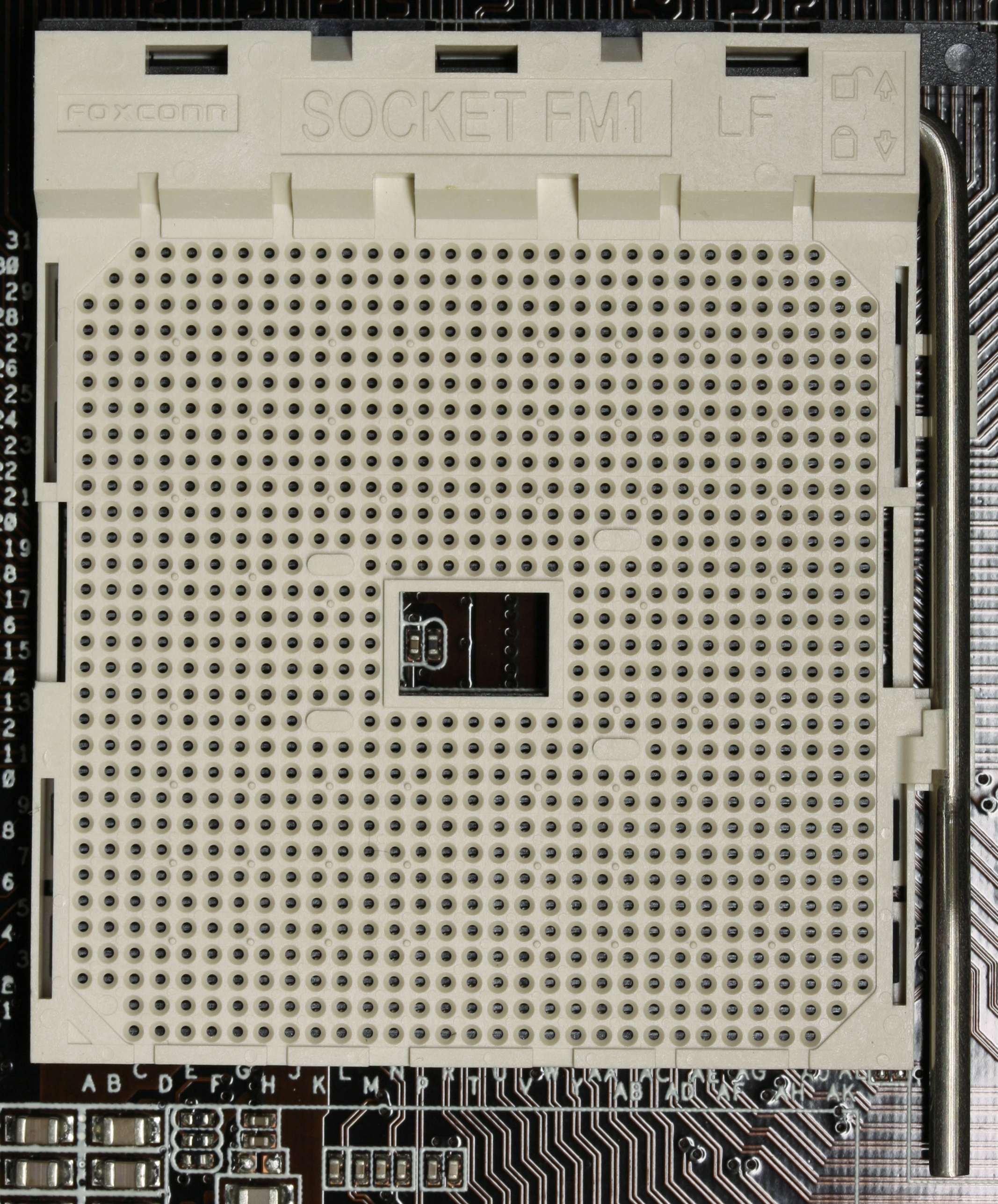

소켓 FM1은 AMD 초기 A 시리즈 APU("Llano") 프로세서 및 Llano 파생 애슬론 II 프로세서에 사용되는 데스크톱 컴퓨터용 CPU 소켓이다. 2011년 7월에 출시되었다. 후속 제품은 소켓 FM2(2012년 9월)와 소켓 FM2+(2014년 1월)이며, 소켓 AM1(2014년 1월)은 저전력 SoC를 대상으로 한다.

## 사용 가능한 APU
소켓 FM1을 사용하는 APU는 AMD의 Lynx 플랫폼이다.
구체적인 제품 명칭은 AMD 가속 처리 장치 마이크로프로세서 목록을 참고할 것.

## 같이 보기
- AMD CPU 마이크로아키텍처 목록
- AMD 칩셋 목록
- AMD 가속 처리 장치 마이크로프로세서 목록